# Hans Burgkmair
Hans Burgkmair, född 1473 i Augsburg, död där 1531, var en tysk målare och grafiker.
Burgkmair verkade i sin födelsestad Augsburg och var starkt influerad av italienskt, särskilt venetianskt måleri, och blev en av den tyska renässansens första mästare. Till hans främsta målningar burkar räknas Johannes på Patmos (1518) och den stora korsfästelsebilden (1519), båda finns i München, samt självporträttet med hustrun (1529), som i dag finns i Wien. Han har dock ansetts ha visat sin största begåvning som tecknare och gravör, och har vid sidan av Albrecht Dürer setts som det tidiga 1500-talets främsta tyska träsnittsgravör. Några av hans främsta träsnitt är de illustrationer som han utförde till ett bokverk till kejsar Maximilians ära, Triumftåget med flera.

## Bilder

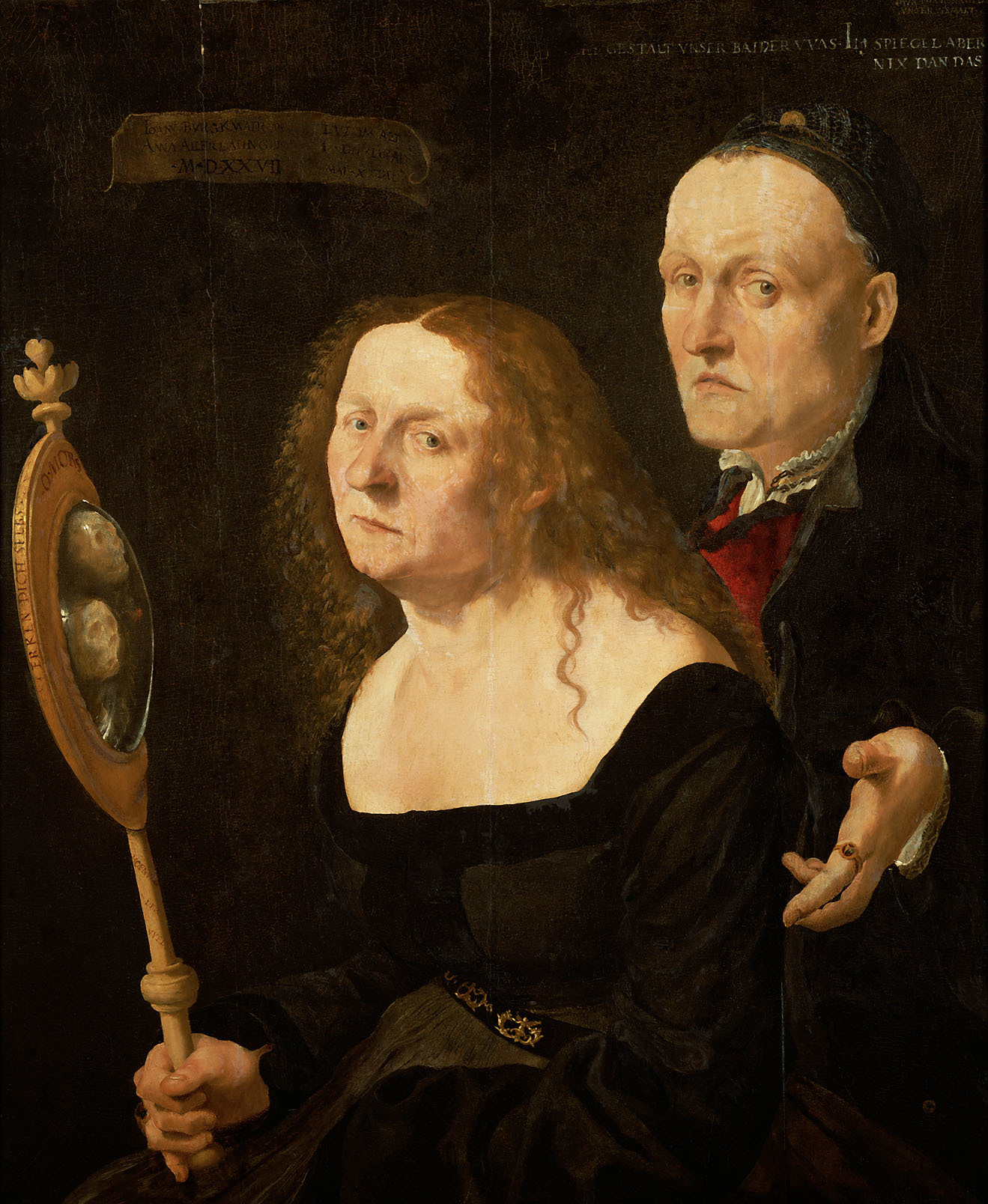
Konstnären och hans hustru Anna. Målning av Lukas Furtenagel.
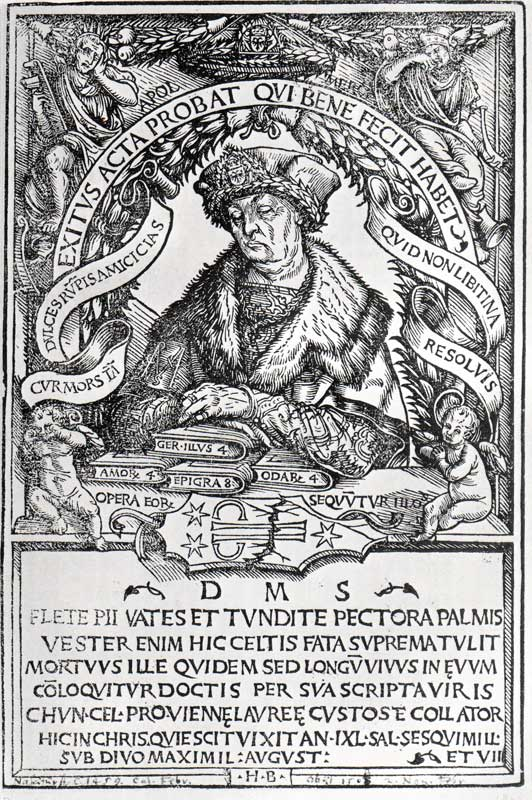
Konrad Celtes, träsnitt av Hans Burgkmair, 1507.
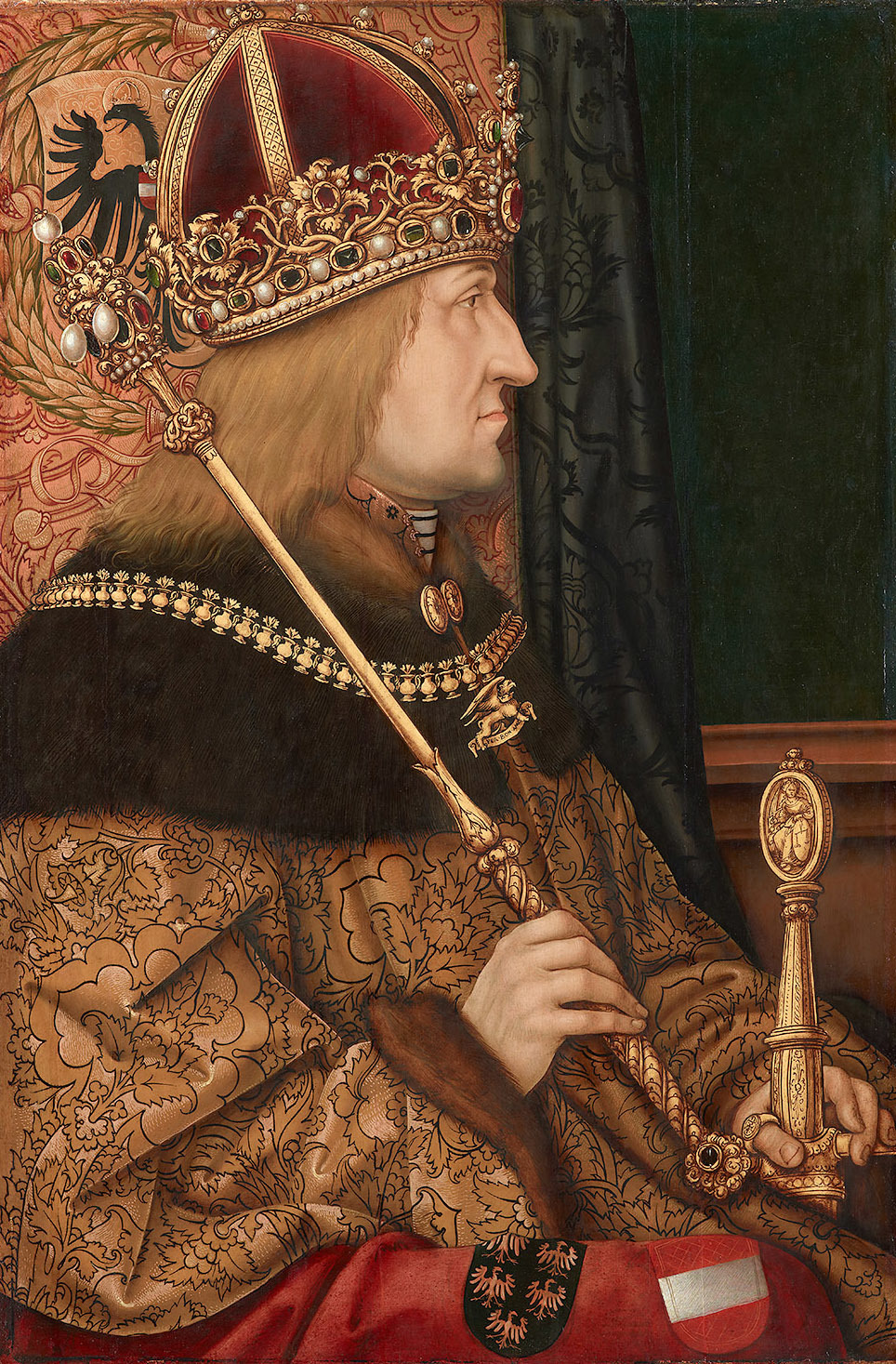
Kejsar Fredrik III, oljemålning av Hans Burgkmair.